# 12.º Prêmio Angelo Agostini
O 12.º Prêmio Angelo Agostini (também chamado Troféu Angelo Agostini) foi um evento organizado pela Associação dos Quadrinhistas e Caricaturistas do Estado de São Paulo (ACQ-ESP) com o propósito de premiar os melhores lançamentos brasileiros de quadrinhos de 1995 em diferentes categorias.
A edição deste ano ocorreu na Gibiteca Henfil e, antes da premiação aos ganhadores do Angelo Agostini, novamente foram entregues os troféus do Prêmio Nova, da Sociedade Brasileira de Arte Fantástica (SBAF), e também o prêmio Zodiako para os melhores fanzines brasileiros. Foi também exibido o longa-metragem Menino Maluquinho: O Filme e uma palestra do editor Odair Júnior sobre a revista Herói Gold.

## Prêmios
| Categoria                    | Vencedores                                               |
| ---------------------------- | -------------------------------------------------------- |
| Mestre do Quadrinho Nacional | Antonio Duarte                                           |
| Mestre do Quadrinho Nacional | Helena Fonseca                                           |
| Mestre do Quadrinho Nacional | Paulo Hamasaki                                           |
| Desenhista                   | Arthur Garcia                                            |
| Roteirista                   | Lúcia Nóbrega                                            |
| Lançamento                   | Coleção Assombração vários autores (Ediouro)             |
| Troféu Jayme Cortez          | Edgard Guimarães                                         |
| Fanzine                      | Informativo de Quadrinhos Independentes Edgard Guimarães |